# Willem van Pietersheim
Willem van Pietersheim (Pietersheim, 14e eeuw) was een kanunnik in het prinsbisdom Luik.

## Levensloop

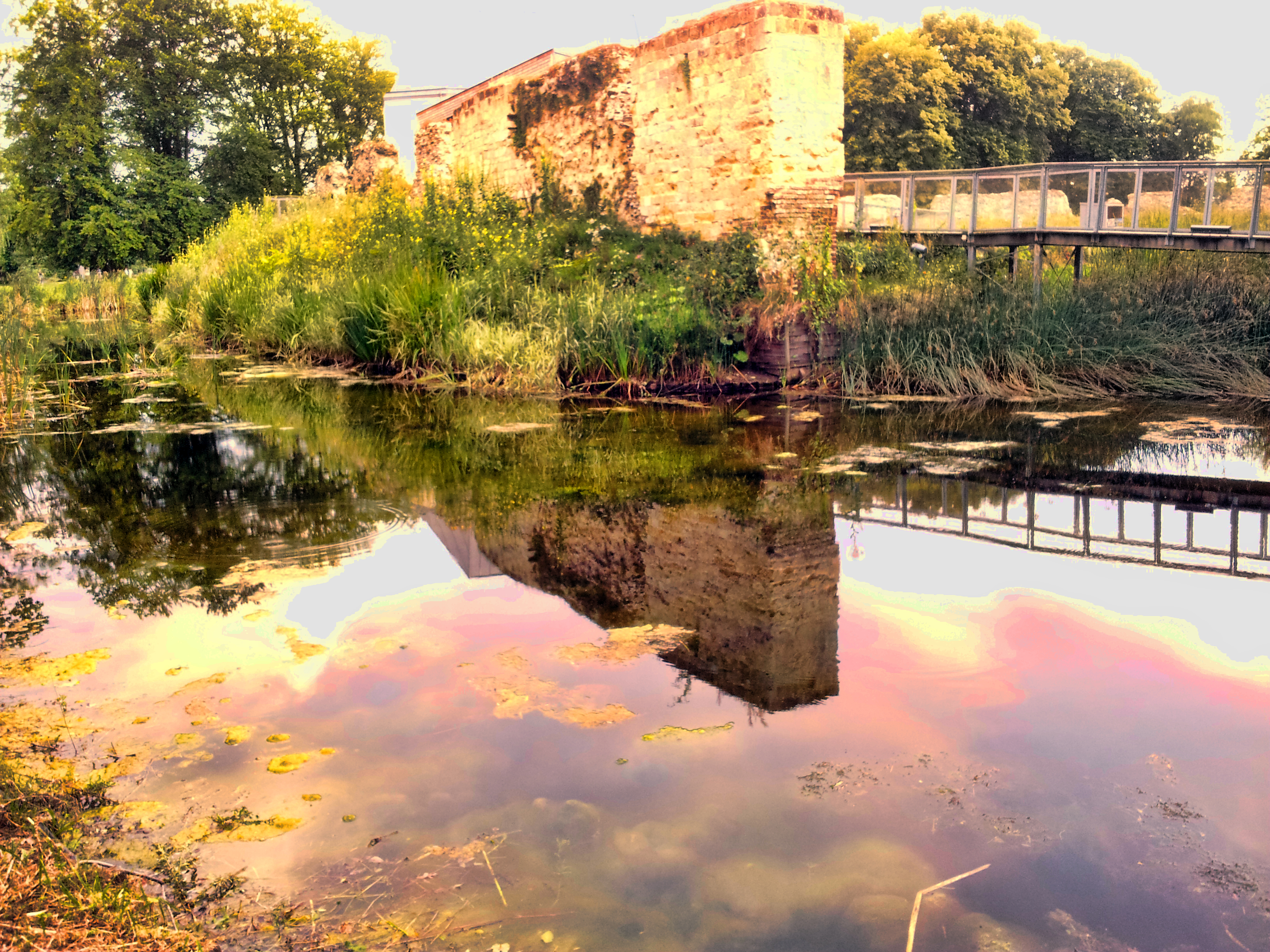
De burcht van Pietersheim waar Willem opgroeide.

Willem behoorde tot het huis der heren van Pietersheim, die leefden op de waterburcht van Pietersheim. Pietersheim was een vrije rijksbaronie in het graafschap Loon, wat zelf een deel was van het prinsbisdom Luik. Vandaag behoort Pietersheim tot de Belgische gemeente Lanaken. Willem was kanunnik van twee kapittels in de stad Luik: van het kathedraal kapittel van Sint-Lambertus en van het Sint-Bartholomeüskapittel. Mogelijk was hij daarnaast kanunnik van het kapittel van Sint-Servaas in Maastricht, doch dit is onzeker.
Hij schreef een kroniek over de geschiedenis van Luik. Dit geschrift, in het Waals dialect geschreven, is verloren gegaan.
Van 1343 tot 1344 zetelde hij als rechter in de bisschoppelijke rechtbank van Luik. Deze rechtbank oordeelde over corruptie bij ambtenaren van de prins-bisschop. Bisschop Adolf van der Marck richtte deze rechtbank op in 1343 maar schafte ze een jaar later weer af. De rechtbank met 22 rechters bleek namelijk zelf corrupt. Van der Marck nam dit Willem van Pietersheim persoonlijk kwalijk, want Willem was een van de twee voorzitters van de rechtbank.
Willem verliet de clerus. Hij trouwde met Elisabeth van Rossem. Zij hadden geen kinderen.